# Naturstation
Naturstationer är före detta lots- eller sjöbevakningsstationer i Finland, som idag används för turism. Inkvarteringsutrymmen finns på samtliga naturstationer. Övriga tjänster på stationerna varierar ändå sinsemellan.